# Province d'Ifrane
La province d'Ifrane (en amazighe : Tasga n Ifran ⵜⴰⵙⴳⴰ ⵏ ⵉⴼⵔⴰⵏ) est une subdivision à dominante rurale de la région marocaine de Fès-Meknès. Elle titre son nom de son chef-lieu, Ifrane.

## Population
- Statistiques : 1994
- Population provinciale : 127 677 habitants
- Population urbaine : 52 017 habitants
- Population rurale : 75 660 habitants

## Toponymie et étymologie
Ifrane Ifran ⵉⴼⵔⴰⵏ signifie en amazighe (berbère) grottes, (au singulier Ifri ⵉⴼⵔⵉ). La région est en effet connue par ses grottes, qui s'étendent jusqu'à El Hajeb. Ce sont elles qui ont donné leur nom à Ifrane. Par méconnaissance, on a assimilé à Ifrane le nom "Oufrane" même si cette ville se situe dans l'Anti-Atlas marocain.
Historiquement l'ancien nom d'Ifrane est Tourtite Turtit ⵜⵓⵔⵜⵉⵜ qui signifie en amazighe jardin. Le développement d'Ifrane et sa région est dû aux potentialités naturelles notamment le cèdre et ce depuis la colonisation du Maroc.